# Hipótese Siluriano
A Hipótese Siluriano especula a possibilidade de uma antiga civilização avançada na Terra, existente a talvez na ordem de milhões de anos atrás, e a forma com que sua antiga existência possa ser detectada. A hipótese foi criada por Adam Frank, um astrofísico da Universidade de Rochester, e Gavin Schmidt, diretor do Instituto Goddard da NASA em 2018.
Dada a extrema raridade da fossilização e o fato de que muito pouco da superfície pré-quartenária da Terra está exposta, a hipótese argumenta que civilizações potencialmente mais antigas que 4 Ma, as chances de encontrar uma evidência direta de sua existência via objetos ou exemplos fossilizados de sua população é pequena, e a evidência de tal civilização deve ser procurada através de observações indiretas.
Frank primeiro se aproximou de Gavin para hastear uma ideia de como detectar civilizações alienígenas por seu impacto em potencial no clima, mas eles perceberam que a hipótese pode ser expandida, e aplicada na Terra e Humanidade, considerando que os Humanos tem tido sua forma atual pelos últimos 300,000 anos e tem tido tecnologia sofisticada por apenas os últimos poucos séculos. Evidências para civilizações extintas podem incluir artefatos tecnológicos, mas após um grande período de tempo é mais provável que encontremos em formas mais indiretas como anomalias nas composições químicas ou proporções de isótopos em sedimentos.
Não confundir com o período Siluriano de 400 milhões de anos atrás, a ideia foi batizada por Schmidt após o episódio "Doctor Who and the Silurians" da série de ficção científica Doctor Who dos anos 70 com répteis inteligentes.